# Bielin (gromada)
Bielin (od 31 XII 1959 Moryń) – dawna gromada, czyli najmniejsza jednostka podziału terytorialnego Polskiej Rzeczypospolitej Ludowej w latach 1954–1972.
Gromady, z gromadzkimi radami narodowymi (GRN) jako organami władzy najniższego stopnia na wsi, funkcjonowały od reformy reorganizującej administrację wiejską przeprowadzonej jesienią 1954 do momentu ich zniesienia z dniem 1 stycznia 1973, tym samym wypierając organizację gminną w latach 1954–1972.
Gromadę Bielin z siedzibą GRN w Bielinie utworzono – jako jedną z 8759 gromad na obszarze Polski – w powiecie chojeńskim w woj. szczecińskim na mocy uchwały nr V/41/54 WRN w Szczecinie z dnia 5 października 1954. W skład jednostki weszły obszary dotychczasowych gromad Bielin, Gądno, Goszków i Wierzchlas ze zniesionej gminy Moryń w tymże powiecie. Dla gromady ustalono 9 członków gromadzkiej rady narodowej.
31 grudnia 1959 do gromady Bielin włączono a) obszar zniesionej gromady Klępicz (zwiększonej o miejscowości Dolsko i Przyjezierze, lecz zmniejszonej o miejscowości Orzechów, Wierzchląd, Wichoradz, Golice, Trutwiniec, Zaborzyce i Żelichów oraz o przystanek kolejowy Klępicz) oraz b) miejscowości Mierno, Otusz, Witniczka, Witnica, Niwka i Wisław ze znoszonej gromady Narost w tymże powiecie; z gromady Bielin wyłączono natomiast miejscowości Goszków, Wierzchlas, Jamno i Wierzchlasek, włączając je do gromady Mieszkowice tamże; po zmianach tych gromadę Bielin zniesiono, przenosząc siedzibę GRN z Bielina do Morynia i zmieniając nazwę jednostki na gromada Moryń.